# Летња универзијада 1970.
VI Летња Универзијада 1970. одржанана је у Торину Италија од 26. августа до 6. септембар 1970. године. Отварање је било на Олимпијском стадиону.
На Универзијади је учествовало 58 земаља са 2084 спортиста и 724 пратиоца.
Ова Унивезијада је требало да се одржи 1969. у Лисабону, пошто је ФИСУ прихватио кандидатуру Португала. Међутим, само осам месеци пре њеног одржавања, португалска влада (тадашњег Салазаровог режима) забранила је одржавање Универзијде у Лисабону. Пошто у тако кратком року ниједна земља није могла преузети организацију Универзијаде, Италија је приватила да је организују годину дана касније у Торину, места са искуством у организовњу прве Универзијаде.

## Спортови на Универзијади 1970
| - Атлетика (33) - Кошарка (2) - Мачевање (8) - Пливање (22) - Скокови у воду (4) - Ватерполо (1) - Спортска гимнастика (4) - Тенис (5) - Одбојка (2) |

## Биланс медаља по спортовима

### Кошарка
| Плас. | Држава           | Злато | Сребро | Бронза | Укупно |
| ----- | ---------------- | ----- | ------ | ------ | ------ |
| 1     | Совјетски Савез  | 2     |        |        | 2      |
| 2     | Сједињене Државе |       | 1      |        | 1      |
| 3     | Чехословачка     |       | 1      |        | 1      |
| 4     | Куба             |       |        | 2      | 2      |
|       | Укупно (4)       | 2     | 2      | 2      | 6      |

### Тенис
| Плас. | Држава           | Злато | Сребро | Бронза | Укупно |
| ----- | ---------------- | ----- | ------ | ------ | ------ |
| 1     | Совјетски Савез  | 2     | 2      | 1      | 5      |
| 2     | Јапан            | 1     | 2      | 0      | 3      |
| 3     | Француска        | 1     | 0      | 1      | 2      |
| 4     | Холандија        | 1     | 0      | 0      | 1      |
| 5     | Аустралија       | 0     | 1      | 0      | 1      |
| 6     | Сједињене Државе | 0     | 0      | 2      | 2      |
| 7     | Италија          | 0     | 0      | 1      | 1      |

## Биланс медаља укупно
| Плас. | Држава               | Злато | Сребро | Бронза | Укупно |
| ----- | -------------------- | ----- | ------ | ------ | ------ |
| 1     | Совјетски Савез      | 26    | 17     | 15     | 58     |
| 2     | Сједињене Државе     | 22    | 18     | 11     | 51     |
| 3     | Источна Немачка      | 8     | 3      | 4      | 15     |
| 4     | Италија              | 4     | 4      | 7      | 15     |
| 5     | Јапан                | 3     | 7      | 5      | 15     |
| 6     | Уједињено Краљевство | 3     | 6      | 7      | 16     |
| 7     | Мађарска             | 3     | 6      | 6      | 15     |
| 8     | Западна Немачка      | 3     | 6      | 3      | 12     |
| 9     | Пољска               | 3     | 1      | 5      | 9      |
| 10    | СФРЈ                 | 2     | 2      | 1      | 5      |
| 11    | Холандија            | 1     | 1      | 2      | 4      |
| 12    | Бугарска             | 1     | 1      | 1      | 3      |
| 13    | Аустрија             | 1     | 1      | 1      | 3      |
| 14    | Румунија             | 0     | 4      | 2      | 6      |
| 15    | Куба                 | 0     | 2      | 3      | 5      |
| 16    | Француска            | 0     | 0      | 4      | 4      |
| 17    | Јужна Кореја         | 0     | 0      | 1      | 1      |
|       | Укупно {17}          | 80    | 79     | 78     | 237    |

## Представници Југославије на Универзијади 1970
На Летњој Универзијади 1970 репрезентација Југославије је учествовала у атлетици, пливању, тенису, спортској гимнастици и кошарци (мушка екипа). Учествовало је 43 спортиста, који су освојили 2 златне, 2 сребрне и једну бронзану медаљу.

### Освајачи медаља
| Спорт    | Медаља | Такмичар                                              | Дициплина                  | Резултат |
| -------- | ------ | ----------------------------------------------------- | -------------------------- | -------- |
| Атлетика | злато  | Снежана Хрепевник                                     | скок увис                  | 1,86     |
| Пливање  |        | Мирјна Шегрт                                          | 100 м слободно             |          |
|          | сребро | Ана Бобан, Ђурђа Бједов, Гордана Пилић, Мирјана Шегрт | штафета 4 х 100 м слободно |          |
|          |        | Мирјана Шегрт                                         | 100 м делфин               |          |
|          | бронза | Ана Бобан, Ђурђа Бједов, Гордана Пилић, Мирјан Шегрт  | штафета 4 х 100 м мешовито |          |